# Milan Škobalj
Milan Škobalj (* 9. Juli 1963) ist ein serbischer Basketballtrainer.

## Laufbahn

### Spieler
Als Spieler stand Škobalj in den Reihen der Vereine KK Čukarički, KK Vojvoda Stepa, KK Železničar und FMP Železnik. 

### Trainer
1995 begann er bei Železnik seine Trainerlaufbahn im Jugendbereich, ehe er Assistenztrainer der Profimannschaft wurde. Er blieb bis 2001 im Amt, als er ebenfalls als Co-Trainer zu Roter Stern Belgrad wechselte. Zusätzlich zu seinen Aufgaben im Verein war er bei der Weltmeisterschaft 2006 Assistenztrainer der damals noch gemeinsamen Nationalmannschaft von Serbien und Montenegro. Im April 2008 übernahm er nach dem Rücktritt von Stevan Karadžić das Amt des Cheftrainers bei Roter Stern und blieb bis zum Ende der Saison 2007/08 auf diesem Posten. Sein Nachfolger wurde Svetislav Pešić.
In der Saison 2008/09 war Škobalj beim ukrainischen Hauptstadtverein BC Kiew als Assistenztrainer tätig, im August 2009 übernahm er das Amt des Cheftrainers beim dänischen Erstligisten Hørsholm 79ers. In seiner ersten Saison in Hørsholm führte er die Mannschaft auf den dritten Rang im Endstand der dänischen Meisterschaft und wurde daraufhin von der dänischen Liga und vom Basketballdienst eurobasket.com zum „Trainer des Jahres“ der dänischen Liga gewählt. Nach dem Schluss des Spieljahres 2011/12 endete seine Amtszeit bei dem dänischen Verein.
2012/13 arbeitete er als Cheftrainer des marokkanischen Vereins Sport Plazza Casablanca, 2013/14 trainierte er Amal Essaouira (ebenfalls in Marokko). Er kehrte nach Skandinavien zurück, hatte im Spieljahr 2015/16 das Traineramt beim schwedischen Zweitligisten IK Eos Lund inne. Im Juni 2016 wurde er als neuer Cheftrainer des dänischen Erstligavereins Team FOG Næstved vorgestellt. In der Saison 2016/17 holte Næstved unter Škobaljs Leitung den dänischen Pokal und damit den ersten Titel der Vereinsgeschichte, in der Liga wurde in beiden Jahren seiner Amtszeit jedoch das erklärte Ziel einer Medaille nicht erreicht.
Im Mai 2018 wurde Škobalj als neuer Cheftrainer der gerade in die 2. Bundesliga ProA aufgestiegenen Rostock Seawolves vorgestellt. Verantwortlich für seine Verpflichtung war Rostocks Sportdirektor Jens Hakanowitz, der unter dem Serben bei den Hørsholm 79ers gespielt hatte. Er führte die Mecklenburger im Spieljahr 2018/19 als Liganeuling in die ProA-Meisterrunde, wo man dem späteren Meister Hamburg unterlag. Anfang Januar 2020 wurde Škobalj in Rostock in Folge eines 82:72-Heimsieges gegen Schwenningen entlassen, da der sportlichen Leitung der Rostocker Mannschaft die „aktuelle Situation Sorgen“ bereitete und nicht zufriedenstellend sei. Unter dem Serben hatten die Mecklenburger im bisherigen Saisonverlauf sieben Spiele gewonnen und zehn verloren. Sein Nachfolger in Rostock wurde Dirk Bauermann. Anfang Dezember 2021 wurde Škobalj Cheftrainer der luxemburgischen Mannschaft Musel Pikes. Er war bis zum Ende der Saison 2022/23 im Amt.
Im Sommer 2024 übernahm er das Traineramt bei Rapid Bukarest.

### Familie
Škobalj ist der Vater des Basketballspielers Filip Škobalj, der unter ihm in Rostock zur Mannschaft gehörte.